# Phạm Cự Lạng
Phạm Cự Lạng (chữ Hán: 范巨倆; * 944 im heutigen Kreis Nam Sách, Hải Dương; † 984 in Thanh Hóa), auch Phạm Cự Lượng (范巨量), war ein bedeutender vietnamesischer General zur Zeit der Đinh- und Früheren Lê-Dynastie. 

## Leben
Phạm Cự Lạng gehörte einer mächtigen Familie aus dem östlichen Giao (der Ebene des Roten Flusses) an. Sein Bruder war Phạm Hạp. Vermutlich waren die beiden die Enkel von Phạm Lệnh Công, einem General der Ngô-Dynastie; möglicherweise besteht auch eine Verwandtschaft mit Phạm Bạch Hổ, einem der Zwölf Kriegsherren.
Die beiden Brüder kämpften an der Seite Đinh Bộ Lĩnhs und zählten nach dessen Thronbesteigung um das Jahr 968 zu den Großen des vietnamesischen Reiches und führenden Persönlichkeiten am Kaiserhof in Hoa Lư. Im Jahr 979 wurden sowohl Đinh Bộ Lĩnh als auch sein ältester Sohn ermordet. Neuer Monarch wurde der erst etwa fünfjährige überlebende Sohn Đinh Toàn, der unter der Regentschaft seiner Mutter Dương Vân Nga und des Militärführers Lê Hoàn stand. 
Die meisten der alten Gefolgsleute der Đinh standen Lê Hoàns Aufstieg zum Regenten ablehnend gegenüber und warfen ihm – durchaus zu Recht – vor, selbst den Thron anzustreben. Unter der Führung des Kanzlers Nguyễn Bặc begannen sie Ende 979 eine Rebellion gegen das Regentenpaar. Phạm Hạp schloss sich Nguyễn Bặc an und war neben diesem und Đinh Điền einer der drei Führer des Bündnisses. Sein Bruder Phạm Cự Lạng stellte sich hingegen auf die Seite der Regenten. Möglicherweise hatten die Brüder diesen Schritt zuvor miteinander abgesprochen, um so das politische Überleben ihrer Familie in jedem Fall sicherzustellen. 
Die Rebellion brach schnell zusammen. Nguyễn Bặc und Đinh Điền wurden getötet; Phạm Hạp geriet in Gefangenschaft. Ob er anschließend hingerichtet oder begnadigt wurde, ist unklar, er taucht jedenfalls nicht mehr in den Quellen auf. Phạm Cự Lạng hingegen war nun nach Lê Hoàn der zweitmächtigste Mann des Landes. 
Anfang 980 erreichten Nachrichten den Kaiserhof, dass Song-China eine Invasionsarmee gegen Vietnam aufstellte. Phạm Cự Lạng und einige seiner Offiziere stürmten daraufhin in den Palast und erklärten, dass die Truppen nicht bereit wären, für einen machtlosen Kindkaiser ihr Leben aufs Spiel zu setzen. Die Kaisermutter Dương Vân Nga übergab nun die kaiserlichen Insignien an Lê Hoàn, der somit selbst den Thron bestieg. 
Unter der Führung von Kaiser Lê Hoàn und General Phạm Cự Lạng gelang es den vietnamesischen Truppen 981, den Chinesen in zwei Schlachten größere Verluste zuzufügen und sie durch Hinterhalte so zu zermürben, dass die Song-Generäle schließlich den Rückzug antraten. Nach diesem Sieg wandten sich Lê Hoàn und Phạm Cự Lạng im folgenden Jahr nach Süden gegen das Champa-Reich und zerstörten dessen Hauptstadt. Die Unabhängigkeit Vietnams war damit gesichert.
Phạm Cự Lạng wurde von seinem Kaiser schließlich zum Befehlshaber der südlichen Teile des Reiches ernannt und beauftragt dieses Grenzland durch den Bau von Straßen, Kanälen und Häfen zu erschließen. Er starb aber bereits im Herbst 984 im einundvierzigsten Lebensjahr an einem tropischen Fieber.

## Postume Verehrung
Phạm Cự Lạng wurde von den Menschen als Held verehrt; im Volksglauben wurden ihm bald übernatürliche Kräfte zugeschrieben. Ein halbes Jahrhundert nach seinem Tod wurde während der Lý-Dynastie auch von staatlicher Seite mit der kultischen Verehrung begonnen: Die Chroniken berichten, dass Lý Thái Tông, der zweite Kaiser dieser Dynastie (reg. 1028–1054), mit überfüllten Gefängnissen und korrupten Richtern zu kämpfen hatte. Er fragte im Gebet den „himmlischen Kaiser“ um Rat. Dieser antwortete ihm im Traum, dass die Verehrung Phạm Cự Lạngs das Problem lösen würde. Der Kaiser ernannte Phạm Cự Lạng daraufhin zum Schutzpatron der Gefängnisse und Gerichte und ließ ihm zu Ehren einen Schrein errichten.